# Fonction de contraste
Dans le cadre de l’analyse en composantes indépendantes, une fonction de contraste mesure la dépendance statistique entre composantes.
Une fonction de contraste classique est l’information mutuelle.